# Friedrich Karl von Schönborn
Friedrich Karl von Schönborn-Buchheim (ur. 3 marca 1674 w Moguncji; zm. 26 lipca 1746 w Würzburgu) – książę biskup (niem. Fürstbischof) Würzburga i Bamberga (1729–1746) oraz wicekanclerz Rzeszy (niem. Reichsvizekanzler) (1705–1734).

## Życiorys
Friedrich Karl był drugim synem ministra stanu księstwa Moguncji Melchiora Friedricha von Schönborna (1644–1717) i Marii Sophii von Boineburg (1652–1726). Jego bracia to: Johann Philipp Franz von Schönborn (książę biskup Würzburga), Hugo Damian von Schönborn (kardynał, książę biskup Konstancji i Trewiru) oraz Franz Georg von Schönborn (Elektor Rzeszy (niem. Kurfürst), książę biskup Wormacji, książę opat (niem. Fürstabt) klasztoru Prüm, książę proboszcz (niem. Fürstpropst) Ellwangen). Bratanek elektora Rzeszy arcybiskupa Lothara Franza von Schönborna. 
Od 1661 uczęszczał do gimnazjum jezuickiego w Aschaffenburgu tak jak starszy brat Johann. W 1701 otrzymał pierwsze święcenia. Po studiach w Würzburgu i Moguncji (1687–1690) oraz w Rzymie (Collegium Germanicum) (1690–1693), był wysyłany przez wuja Lothara Franza z misjami dyplomatycznymi m.in. do Lotaryngii i Saksonii. Z sukcesem mediował pomiędzy cesarzem Karolem VI a papieżem Klemensem XI w sprawie wojny o sukcesję hiszpańską. W 1704 został przyjęty do würzburskiej kapituły katedralnej, rok później do bamberskiej. 
W 1705 za wsparciem wuja został wicekanclerzem Rzeszy (niem. Reichsvizekanzler). Jako reformator cesarskiej kancelarii zjednał sobie zaufanie Habsburgów, co skomplikowało mu objęcie stanowisk po wuju w Moguncji i nagle zmarłym bracie Johannie w Würzburgu. W 1729 udało mu się objąć księstwo Bambergu, a w pół roku później księstwo Würzburga. Za jego panowania obydwa księstwa przeżywały gospodarczy i kulturalny rozkwit. Friedrich Karol zbudował lub odnowił ponad 100 budowli kościelnych, ufundował letnią rezydencję w Werneck i opactwo Münsterschwarzach. Po 24 latach, ukończył prace nad pałacem w Würzburgu. Działając w duchu niemal oświeceniowym przeprowadził reformy prawa oraz administracji, wspierał rozwój nauk przyrodniczych i medycyny na uniwersytecie w Würzburgu.
Friedrich Karl zmarł po krótkiej chorobie, jako przedostatni z czterech braci von Schönborn. Zgodnie z jego ostatnią wolą jego ciało spoczęło w kaplicy rodzinnej Schönbornkapelle w würzburskiej katedrze, serce w kaplicy dworskiej pałacu w Bambergu, wnętrzności, oczy i język w kaplicy Loreto w Göllersdorf.